# Phreatia jadunae
Phreatia jadunae är en orkidéart som beskrevs av Rudolf Schlechter. Phreatia jadunae ingår i släktet Phreatia och familjen orkidéer. Inga underarter finns listade i Catalogue of Life.